# Harriet Andersson
Harriet Andersson   (Estocolm, 14 de febrer de 1932) és una actriu sueca de cinema i teatre.
Va treballar en els seus inicis amb Ingmar Bergman en films com Sommaren med Monika (‘L'estiu amb Monika’, 1952), Gycklarnas afton (‘Nit de circ’, 1953), En lektion i kärlek (1954) i Sqåzsom i en spegel (‘Com en un mirall', 1960).
De les seves altres interpretacions destaquen För vänskaps skull (‘Què no farem pels nostres amics', 1965) de Hans Abramson, Flickorna (‘Les noies', 1968) de Mai Zetterling i La Sabina (1979) de José Luis Borau Moradell.